# Isa Kroot
Pour les articles homonymes, voir Kroot.
Isa Kroot née le 14 juillet 2003, est une joueuse néerlandaise de hockey sur gazon. Elle évolue au poste d'attaquante au SCHC avec l'équipe nationale néerlandaise.

## Carrière
- Elle a fait ses débuts en équipe première le 8 avril 2022 contre l'Inde à Bhubaneswar lors de la Ligue professionnelle 2021-2022[1].

## Palmarès
- : 2e à la Ligue professionnelle 2021-2022.